# Edwin (réalisateur)
Pour les articles homonymes, voir Edwin.
Edwin (né le 24 avril 1978) est un réalisateur, scénariste et producteur de cinéma indonésien.

## Biographie
Edwin s'est fait connaître en 2005 pour son court métrage Kara, anak sebatang pohon qui a reçu le prix Citra du court métrage au Festival du film indonésien.

## Filmographie
- 2005 : Kara, anak sebatang pohon (court métrage)
- 2008 : 9808 (anthologie)
- 2008 : Babi Buta yang Ingin Terbang
- 2011 : Belkibolang, segment Rollercoaster
- 2012 : Postcards from the Zoo
- 2013 : Someone's Wife in the Boat of Someone's Husband (moyen métrage)
- 2016 : Cut de Chairun Nissa (uniquement producteur)
- 2017 : Posesif
- 2018 : Aruna dan Lidahnya
- 2018 : Asian Three-Fold Mirror 2018: Journey, segment Variable No.3
- 2021 : Seperti Dendam, Rindu Harus Dibayar Tuntas (id)
- 2024 : La Frontière des ombres (Kabut Berduri)

## Distinctions
- Festival des 3 Continents 2009 : Montgolfière d'argent pour Babi Buta yang Ingin Terbang
- Asian Film Awards 2012 : Prix Edward Yang du nouveau talent
- Festival international du film de Locarno 2021 : Léopard d'or pour Seperti dendam, rindu harus dibayar tuntas